# تشارلي وليامز (لاعب كرة سلة)
تشارلي وليامز (5 سبتمبر 1943 في الولايات المتحدة - ) (بالإنجليزية: Charlie Williams)‏ هو لاعب كرة سلة أمريكي في مركزي مدافع مسدد الهدف وهجوم خلفي. لعب مع يوتاه ستارز.

## وصلات خارجية
- تشارلز وليامز على موقع سبورتس رفرنس (الإنجليزية)
- تشارلز وليامز على موقع كلية كرة السلة في سبورتس رفرنس.كوم (الإنجليزية)